# Izvoare (okręg Neamț)
Izvoare – wieś w Rumunii, w okręgu Neamț, w gminie Bahna. W 2011 roku liczyła 1414 mieszkańców.